# Raytheon

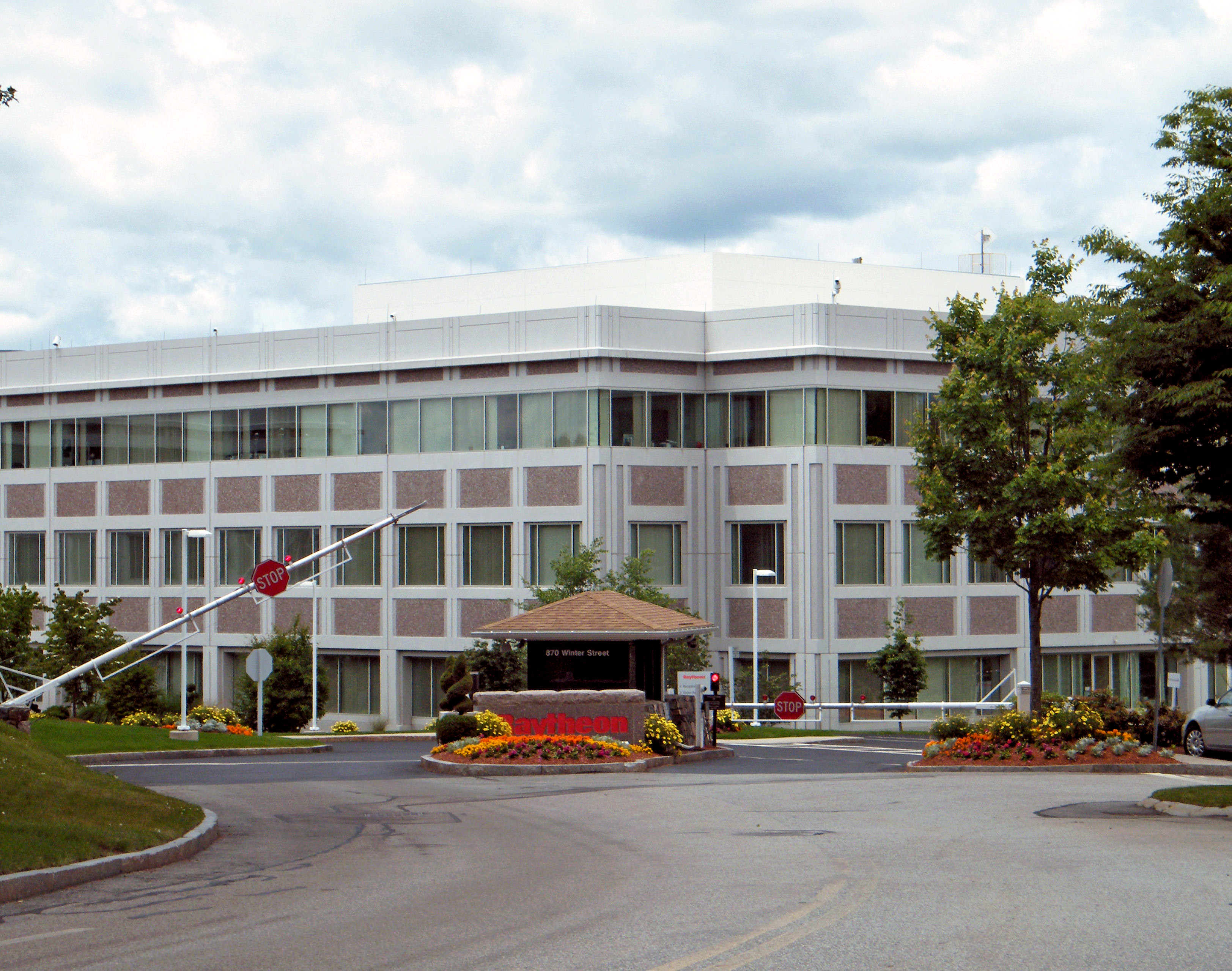
O quartel-general da empresa em Waltham, Massachusetts, na costa leste dos Estados Unidos.

Raytheon Company (NYSE: RTN) é um conglomerado norte-americano que atua na área de armamentos e equipamentos eletrônicos para uso militar e comercial. É a maior produtora mundial de mísseis guiados.
Fundada em 1922, a empresa adotou a denominação atual em 1959. Tem cerca de 63.000 empregados, distribuídos por todo o mundo e uma receita anual de aproximadamente US$25 bilhões. Mais de 90% dessas receitas são provenientes de contratos militares e, em 2012, a Raytheon era o quinto maior fornecedor de equipamento militar do mundo, e o quarto maior do Departamento de Defesa dos Estados Unidos, em termos de receita.
Em 2003, a sede da Raytheon foi transferida de Lexington (Massachusetts) para Waltham (Massachusetts) Anteriormente, foi sediada em Cambridge (Massachusetts) (de 1922 a 1928), Newton (Massachusetts) (de 1928 a 1941) e Waltham (de 1941 a 1961), Lexington (de 1961 a 2003), voltando para Waltham a partir de 2003.
A empresa  participou de licitação para instalação do Projeto SIVAM na Amazônia e ganhou a concorrência para instalação do sistema de radares no Brasil.
Em 2010, a Raytheon desenvolveu um sistema denominado Rapid Information Overlay Technology (RIOT), que permite ao usuário rastrear os movimentos das pessoas e até mesmo prever o seu comportamento por mineração de dados de sites de redes sociais, incluindo Facebook, Twitter, Instagram, Gowalla e Foursquare.

## Divisões da Raytheon
- Raytheon Integrated Defense Systems|Integrated Defense Systems
- Raytheon Intelligence and Information Systems
- Raytheon Missile Systems
- Network Centric Systems
- Raytheon Technical Services Company LLC
- Raytheon Space and Airborne Systems
- Raytheon Aircraft Company.

Em dezembro de 2006,  a GS Capital Partners (pertencente ao banco  Goldman Sachs) e a  Onex Partners, uma empresa canadense de investimentos, compraram  a Raytheon Aircraft Company  por US$ 3,3 bilhões. Em março de 2007, a empresa passa a se chamar  Hawker Beechcraft.

## Espionagem industrial: o caso SIVAM
Segundo o relatório de investigação feita pelo Parlamento Europeuem 2001, o Echelon, operado pelos Cinco Olhos, foi usado pelos EUA para colaborar com a empresa americana Raytheon por ocasião da concorrência, lançada pelo governo brasileiro, por serviços e equipamentos para o sistema de vigilância da Amazônia, o SIVAM. Os americanos venceram a disputa.Nos documentos da comissão, o SIVAM é mencionado como um dos primeiros e mais importantes casos de espionagem econômica realizada pelo sistema militar Echelon, desenvolvido a partir de 1952, durante a Guerra Fria contra a União Soviética. Outros episódios de manipulação de negócios bilionários foram referidos pela comissão, a  exemplo do registro de um grampo durante negociações entre o consórcio aeronáutico europeu Airbus e o governo da Arábia Saudita, no mesmo período do Sivam. Nesse caso, a Airbus perdeu US$ 1 bilhão em vendas para as concorrentes americanas Boeing e McDonnell Douglas.

## Coleta de dados pessoais de sites de redes sociais
O RIOT foi apresentado em abril de 2012 ao governo dos Estados Unidos, durante uma conferência sobre "inovações secretas e reservadas", mas a sua existência só foi tornada pública em 10 de fevereiro de 2013, graças ao jornalista free-lancer Ryan Gallagher, que teve acesso ao vídeo de apresentação do sistema e publicou matéria sobre o assunto no Guardian.
Segundo seus criadores, o RIOT permite analisar "trilhões de entidades" — indivíduos, grupos, comunidades, organizações — no ciberespaço. A tela de abertura do programa é semelhante à do Google. Digitando-se na janela de busca o nome de uma pessoa, chega-se rapidamente aos seus amigos, aos sites e redes sociais que utiliza, aos lugares (com a latitude e a longitude exatas) que frequenta e o que faz lá. Assim é possível prever suas ações futuras. A Raytheon afirma que não vendeu o software para nenhum cliente, mas compartilhou-o com a indústria  e o governo dos EUA.  Segundo Gallagher, os serviços de inteligência têm monitorado de modo cada vez mais invasivo a Internet. Em fevereiro de 2012, o FBI enviou um pedido de informações à indústria de novas tecnologias, solicitando sistemas para monitorar  cidadãos nas redes sociais.